# Asbest
 For alternative betydninger, se Asbest (flertydig). (Se også artikler, som begynder med Asbest)
Asbest er et byggemateriale, der tidligere har vundet stor udbredelse pga. dets ildfasthed og varmeisolerende egenskaber. Asbest tåler temperaturer op til 900 grader Celsius og er ikke brændbart. Af samme grund var asbest et hyppigt benyttet materiale til isolering og brandsikring, indtil det af flere omgange blev forbudt i 1970'erne og 1980'erne i Danmark. Asbest har også været benyttet til laboratorieudstyr, f.eks. i de såkaldte asbestnet og til brandbeskyttende dragter og -handsker. 
Asbest er lavet af naturligt forekommende mineraler, der sidder sammen i en fin fiberstruktur. Netop de fine fibre er skyld i, at asbest ikke længere er lovligt at anvende, da støvet fra asbest kan give asbestose (stenlunger), som er en kronisk lungesygdom. Fibrene i asbeststøv kan blive ekstremt tynde – de er typisk 3,0-20,0 µm i længden og helt ned til 0,01 µm i bredden. Det er langt tyndere end de 3 μm, der er diameteren på de tyndeste forgreninger i lungerne. Asbeststøvet ophober sig i lungerne og kan ikke fjernes igen. Derfor kan asbestose forværres lang tid efter, indåndingen af asbest er ophørt. Asbestose viser sig typisk først 10-20 år efter, man blev udsat for asbeststøv og er uhelbredelig. Asbestose kan med tiden føre til Lunge- og lungehindekræft.

I Danmark blev store mængder asbest anvendt i fabrikationen af Eternit, hvilket har givet mange af arbejderne såvel som deres familier problemer med bl.a. lungehindekræft. Der blev desuden anvendt asbest i en lang række materialer, bl.a. puds, gulvbelægning, fliseklæber, tapet, maling og i rørisolering. Brugen af asbest i isolering af varmeinstallationer har været meget udbredt i 1960'erne og starten af 1970'erne hvorfor asbest ofte vil være at finde i ældre fyrrum samt tilstødende rum med rørføring. I modsætning til rockwool- eller glasuldsbaseret isolering smuldrer porøs asbestisolering i meget fine støvfragmenter ved den mindste påvirkning. Det skal bemærkes at rørisoleringen ofte består af både brunt papir, porøst materiale og malet gaze, og at disse elementer kan indeholde asbest i varierende mængder. Hvor asbest-cement tagplader indeholder op mod 10% hvid (chrysolit) asbest kan rørmaterialer indeholde op mod 80% asbest bestående af både hvid og brun (amosit) asbest som er langt farligere. 
| Citat | Det er forbudt at fremstille, importere, anvende eller arbejde med asbest eller asbestholdigt materiale. | Citat |
|       | |       |

 Fjernelse af asbest i bestemte situationer må kun udføres af autoriserede virksomheder.
Fra 1. januar 2025 må fjernelse af asbestholdige materialer i Danmark kun udføres af virksomheder, der er autoriseret af Sikkerhedsstyrelsen. Ordningen blev vedtaget i 2024 og stiller krav om, at virksomheder har et godkendt kvalitetsledelsessystem samt en fagligt ansvarlig person med relevant uddannelse inden for asbestsanering. Den ansvarlige skal være tilknyttet virksomheden i mindst 30 timer om ugen. 
Reglerne er indført for at øge sikkerheden og sikre korrekt håndtering af asbest, som kan udgøre en alvorlig sundhedsrisiko ved forkert fjernelse. Der er dog enkelte undtagelser, hvor mindre og kortvarige opgaver stadig må udføres uden autorisation, fx udskiftning af enkelte tagplader. Overtrædelse af reglerne kan medføre bøder for både private og virksomheder. Formålet med lovgivningen er at beskytte både arbejdere og omgivelser mod asbesteksponering.